# Guldbaggegalan 1986
Den 21:a Guldbaggegalan, som belönade svenska filmer från 1985, hölls den 27 januari 1986.

## Vinnare
| Bästa film                                                                                  | Bästa regi                             |
| ------------------------------------------------------------------------------------------- | -------------------------------------- |
| - Mitt liv som hund – Waldemar Bergendahl                                                   | - Hans Alfredson – Falsk som vatten    |
| Bästa skådespelerska                                                                        | Bästa skådespelare                     |
| - Malin Ek – Falsk som vatten                                                               | - Anton Glanzelius – Mitt liv som hund |
| Juryns specialbagge                                                                         | Ingmar Bergman-priset                  |
| - Studio Lagnö (Per Carleson, Christer Furubrand, Peter Holthausen & Wille Peterson-Berger) | - Kerstin Eriksdotter                  |